# كرنبية
الفصيلة الكرنبية أو الخردلية (الاسم العلمي:Brassicaceae)  أو الفصيلة الصليبية (الاسم العلمي:Cruciferae) هي فصيلة نباتية تتبع رتبة الكرنبيات من طائفة ثنائيات الفلقة. هي إحدى أهم الفصائل النباتية، إذ يبلغ عدد الأنواع التي تتبع هذه الفصيلة حوالي 3000 نوع معظمها أعشاب حولية أو معمرة. تضم هذه الفصيلة الكثير من محاصيل الخضراوات مثل الملفوف والفجل واللفت والقنبيط والقنبيط الأخضر والكرنب والجرجير والسلجم.

## أصل التسمية
يعود سبب التسمية للفصيلة بالصليبية (سابقا) إلى شكل أزهارها التي تحوي أربع بتلات مرتبة على شكل صليبي. يتكون الكأس من أربع كأسيات في محيطين. أما الطلع فيتكون من ست أسدية إثنتان منها في محيط خارجي والأربع الأخرى في محيط داخلي. يتركب المتاع من خبائين ملتحمين وتكون البويضات مرتبة داخل المبيض في وضع جداري وتخرج جميع الأوراق الزهرية من أسفل المبيض.

## الأهمية الاقتصادية
تستعمل بعض نباتات الفصيلة الصليبية لاستخلاص الزيت النباتي مثل السلجم وتستعمل نباتات أخرى مثل المنثور (باللاتينية: Mathiola incana) للزينة بينما تستعمل بعض أنواعها في أغراض صناعية مثل الكاميلينا (باللاتينية: Camelina sativa) التي يستخلص منها زيت الكاميلينا الذي يستخدم في صناعة الصابون.

## التصنيف
- القبيلة العرباوية
  - العربية
  - الدرابة

### من أجناسها
- الأبرياسية (باللاتينية: Aubrieta)
- البراسيكا (باللاتينية: Brassica)
- الفجيلة (باللاتينية: Diplotaxis)
- الكاميلينا (باللاتينية: Camelina)
- الكرنب (باللاتينية: Crambe)